# Andrew Lloyd Webber
Sir Andrew Lloyd Webber, Baron Lloyd-Webber (n. 22 martie 1948, Metropolitan Borough of Kensington⁠(d), Anglia, Regatul Unit) este un compozitor și impresar de teatru muzical englez.

## Discografie
- The Likes of Us (1965)
- Joseph and the Amazing Technicolor Dreamcoat (1968)
- Jesus Christ Superstar (1970)
- Jeeves (1975)
- Evita (1976)
- Tell Me On A Sunday (1979)
- Cats (1981)
- Song and Dance (1982)
- Starlight Express (1984)
- The Phantom of the Opera (1986)
- Aspects of Love (1989)
- Sunset Boulevard (1993)
- Whistle Down the Wind (1998)
- The Beautiful Game (2000)
- The Woman in White (2004)
- Love Never Dies (2010)
- The Wizard of Oz (2011)
- Stephen Ward (2013)